# 3-metil-1-butanolo
Il 3-metil-1-butanolo (o alcol isoamilico) è un alcol.
A temperatura ambiente si presenta come un liquido incolore dall'odore caratteristico. È un composto infiammabile e nocivo.
Un estere ottenuto da esso e dall'acido acetico è l'acetato di isoamile.
In biologia molecolare è utilizzato come agente antischiuma nel metodo di estrazione degli acidi nucleici con il metodo fenolo/cloroformio; generalmente si fa uso di una miscela V/V fenolo:cloroformio:alcool isoamilico (25:24:1).